# 薩瓦拉
薩瓦拉是東非國家莫桑比克的城市，由伊尼揚巴內省負責管轄，位於該國東南部的莫桑比克海峽沿岸，市內有數個大型潟湖，以音樂家聞名。
24°41′S 34°40′E / 24.683°S 34.667°E